# 平山復二郎
平山 復二郎（ひらやま　ふくじろう、1888年（明治21年）11月3日- 1962年（昭和37年）1月19日）は、日本の鉄道省官僚、土木工学者（工学博士）。鉄道省建設局長を最後に退官し、第44代土木学会会長や日本技術士会会長、パシフィックコンサルタンツ社長、ピーエス･コンクリート社長などを歴任。1957年の技術士法制定に奔走し、建設コンサルタント制度の確立に貢献。また、新幹線計画では幹線調査委員会委員としてその実現に貢献した。勲三等。墓地は谷中霊園。

## 来歴・人物
東京市生まれ。麹町小学校、府立一中（現・都立日比谷高校）を経て、第一高等学校 (旧制)に入学。第一高等学校では野球部に所属しポジションはサード。3年次には主将を務めた。その後東京帝国大学工学部土木工学科に進学し1912年に卒業。高等文官試験行政科に合格し、帝大卒業後鉄道院に入院。1920年から工務局配属となり、米国・英国・スイスなど欧米諸国に留学。帰国後の1924年には帝都復興院に出向し、土木部道路課長として関東大震災直後の道路復興に尽力した。また、都市計画に区画整理を導入し、隅田川架橋工事にケーソン法を採用するなど、東京都都市計画の礎を築いた。1931年、鉄道省熱海建設事務所長として丹那トンネル建設に関わり、湧水や断層のなか難工事を指揮した。その後は仙台鉄道局長を経て、1937年鉄道省建設局長を最後に同省を退官した。南満洲鉄道株式会社理事、満洲電業株式会社理事、満洲土木学会会長などを歴任。戦後は、第44代土木学会会長や日本技術士会会長、パシフィックコンサルタンツ及びピーエス･コンクリート社長、日本技術士会会長などを務めた。また、「新幹線計画」では幹線調査委員会委員としてその実現に貢献した。妻は、東京帝国大学総長や理化学研究所初代所長などを務めた菊池大麓の四女・英子。

## 略年表
- 明治21年（1888年） 東京市生まれ。麹町小学校、府立一中、第一高等学校 (旧制)卒業。
- 明治45年（1912年） 東京帝国大学土木工学科卒業。同年鉄道院に就職。
- 大正9年（1920年）から大正11年（1922年）まで欧米各国留学。
- 大正13年（1924年） 復興局土木部道路課長兼務として、大震災直後の東京市を中心とする道路の復興に貢献。
- 昭和6年（1931年） 鉄道省熱海建設事務所長として、丹那トンネルの工事に従事。
- 昭和11年（1936年） 仙台鉄道局長から建設局長に就任。
- 昭和13年（1938年） 満鉄理事。
- 昭和17年（1942年） 満洲電気化学工業会社理事長。
- 昭和20年（1945年） 満洲電業会社理事長。
- 昭和29年（1954年） パシフィック・コンサルタンツ社長。
- 昭和31年（1956年） 社団法人土木学会会長。
- 昭和34年（1959年） 日本技術士会会長。
- 昭和37年（1962年） 死去。

## 受賞・栄典
- 1953年-交通文化賞
- 勲三等

## 家族
弟平山謙三郎（実業家、工学者、三菱電機常務取締役）
平山孝（運輸官僚、運輸次官、東京急行電鉄社長）

## 単著
- 『工事と請負』日本工人倶楽部出版部  1928
- 『山岳トンネル』日本工人倶楽部出版部 1929
- 『トンネル』岩波書店  1943
- 『技術と哲学』理工図書  1950
- 『地底に基礎を掘る:日本に於ける空気ケーソン工事の歴史』パシフィック・コンサルタンツ 1955
- 『技術 : 人間-技術と経済-社会』交通協力会  1958
- 『土木建設に生きて: 随筆』平山復二郎 著 山海堂  1961

## 共著
- 『アルス土木工学大講座 第5』アルス 1937
- 『土木施工法』アルス1947
- 『土木工学ポケットブック 6』土木工学ポケットブック編纂会 編 山海堂 1948

## 訳書
- 『トンネルの話』アーチバルド・ブラック著 岩波書店 1939